# 八丈町営バス

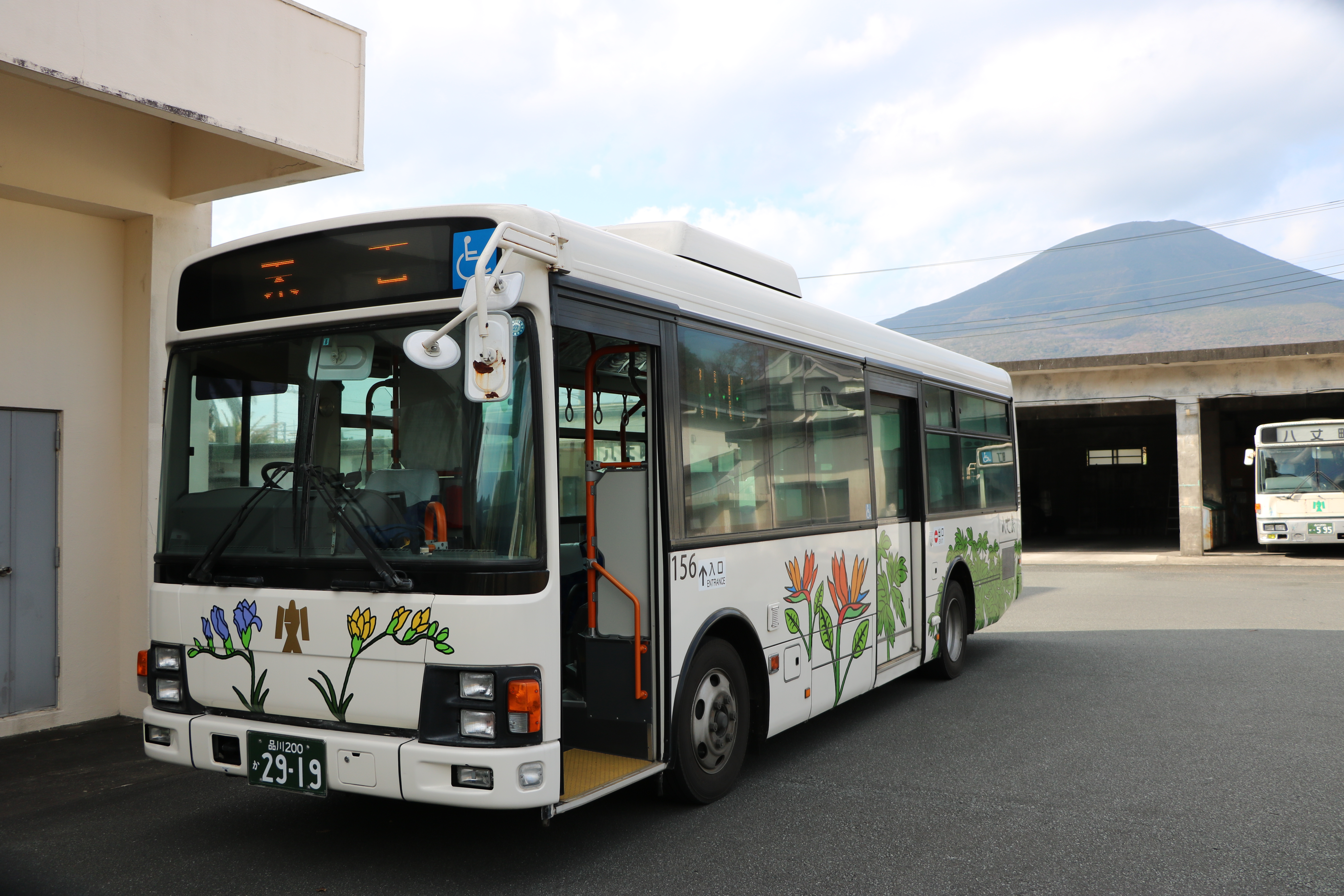
坂上行き路線バスと八丈富士（2017年11月9日撮影）

八丈町営バス（はちじょうちょうえいバス）は、東京都八丈町の八丈町企業課運輸係が運営する公営バスである。地方公営企業法は、1961年(昭和36年)6月1日から適用されている。

## 概要
八丈島全島で路線バス、貸切バスを運行している。
路線バスは前乗り・中降りで、信用多区方式（乗車時に目的地を申告し運賃を支払う）を採用している。観光客向けに路線バスと八丈島温泉のフリーパス「BU・SU・PA（バスパ）」も販売されている。

## 現行路線

### 坂上行き・坂下行き
- 神湊（かみなと） - 護神 - 町役場 - 八高 - 樫立温泉前 - 中之郷温泉 - 長楽寺 - 末吉 - 洞輪沢（ぼらわざわ）
  - 上記右方向が「坂上行き」、左方向が「坂下行き」
  - 中之郷温泉は一部の便のみ停車
  - 洞輪沢へは一部の便のみ運転（それ以外は末吉止まり）

※コミュニティ便（2002年8月運行開始）も同時運行

### 永郷行き
- 町役場→三根永郷→大賀郷永郷→町役場→神湊→護神→八高→八重根→町役場→町立病院
  - 午前1便のみ
- 町役場→八重根→大賀郷永郷→三根永郷→町役場
  - 午後1便のみ

### 循環路線
- 町役場 - 八高 - 八丈島空港 - 護神 - 八丈島空港 - 八高 - 町役場
  - 1往復のみ
- 町役場 - 八重根 - 八丈島空港 - 護神 - 八丈島空港 - 八重根 - 町役場
  - 1往復のみ

## 過去の路線

### 定期観光バス
以下の全コースは2010年3月15日を以って廃止となった。
- Aコース （島内一周）
  - 下記Bコース+Cコース
- Bコース （坂上半日）
  - 町役場→陣屋跡・玉石垣（車窓）→大坂トンネル（車窓）→服部屋敷（樫立踊りと八丈太鼓の実演）→黄八丈工房→八丈ガーデン→名古の展望→登龍峠→（昼食）
- Cコース （坂下半日）
  - 底土→神湊→永郷→南原千畳敷→歴史民俗資料館→都立八丈植物公園→町役場

## 車両

### ノンステップバス
- UDトラックス（旧：日産ディーゼル）
  - スペースランナーRM
- 三菱ふそうトラック・バス
  - エアロミディMJ 9m車

※車体には八丈島を代表する八丈小島・八丈太鼓・ストレチアの花・為朝凧がラッピングされており、主にコミュニティ便と循環路線に就役する。

### ツーステップバス
- いすゞ自動車
  - いすゞ・キュービック

大型と中型がある。大型は都営バスからの移籍車で、塗り替えを行わずに使用している。
- UDトラックス（旧：日産ディーゼル）
  - スペースランナーRN
- 三菱ふそうトラック・バス
  - エアロスターMP

### 貸切バス
- 日野自動車
  - セレガR FC
  - ブルーリボンⅡ